# Leonel Manzano
Leonel Manzano (n. 12 septembrie 1984, Dolores Hidalgo, Guanajuato, Mexic) este un semifondist ce a reprezentat Statele Unite ale Americii, medaliat olimpic. A participat la 2 ediții ale Jocurilor Olimpice (2008, 2012) în care a câștigat o medalie de argint în proba de 1500 de metri.

## Palmares
| An   | Competiție          | Locație                | Loc | Eveniment | Note     |
| ---- | ------------------- | ---------------------- | --- | --------- | -------- |
| 2007 | Campionatul Mondial | Osaka, Japonia         | 35  | 1500 m    | 3:45,97  |
| 2008 | Jocurile Olimpice   | Beijing, China         | 23  | 1500 m    | 3:50,33  |
| 2009 | Campionatul Mondial | Berlin, Germania       | 12  | 1500 m    | 3:40,05  |
| 2011 | Campionatul Mondial | Daegu, Coreea de Sud   | 21  | 1500 m    | 3:47,98  |
| 2012 | Jocurile Olimpice   | Londra, Marea Britanie | 2   | 1500 m    | 3:34,79  |
| 2013 | Campionatul Mondial | Moscova, Rusia         | 19  | 1500 m    | 3:44,00  |
| 2014 | Ștafetele Mondiale  | Nassau, Bahamas        | 2   | 4x1500 m  | 14:40,80 |
| 2014 | Cupa Continentală   | Marrakech, Maroc       | 7   | 1600 m    | 3:50,35  |
| 2015 | Campionatul Mondial | Beijing, China         | 10  | 1500 m    | 3:37,26  |

## Legături externe
- Materiale media legate de Leonel Manzano la Wikimedia Commons
- en Leonel Manzano la World Athletics
- en Leonel Manzano la Olympedia.org